# Кадушкин, Алексей Захарович
Алексей Захарович Кадушкин (17 (29) марта 1863, станица Слепцовская — 1931, село Кривофея (Югославия) — казачий офицер, участник Первой мировой и Гражданской войн.

## Биография
Происходил из рода коренных терских казаков. Окончил межевые курсы во Владикавказе, затем Ставропольское казачье юнкерское училище.
Перешел на службу из Терского войска в Кубанское, был зачислен в общество станицы Григориполисской, затем перевелся в станицу Усть-Лабинскую, по месту службы.
По утверждению «Казачьего словаря-справочника» Г. В. Губарева, за поимку абрека Зелимхана был награждён в мирное время орденом (не указано, каким) «с мечами и бантом».
В Первой мировой войне на Кавказском фронте в чине войскового старшины командовал 9-м пластунским батальоном. 8 (21) июля 1917 награждён Георгиевским оружием. Был тяжело ранен и уволен в отставку по инвалидности в чине полковника.
В 1918 году вместе с четырьмя сыновьями и тремя дочерьми участвовал в Первом Кубанском походе. Оставался в частях ВСЮР и позднее Русской армии Врангеля до эвакуации из Крыма. В 1920 подлежал эвакуации на корабле "Херсон". Эмигрировал в королевство СХС, где Кубанским правительством был произведен в генерал-майоры. Умер в Югославии, погребен во Вранье, в Старой Сербии.
Умер 16 января 1931 в селе Крива Фея.

## Семья
Дети:
- Николай (25.02.1890—19.02.1967), полковник
- Михаил (1891, Усть-Лабинская — 1935, Нью-Йорк), сотник. Владикавказский кадетский корпус (не окончил), Екатеринодарская школа прапорщиков военного времени, участвовал в первой мировой войне в составе 1-го Черноморского казачьего полка. Первопоходник. Во Втором Кубанском походе в составе 1-го Запорожского казачьего полка, ранен в боях под Ставрополем. Эмигрировал в Югославию. «Отличный танцор лезгинки, в 1927 г. с командой джигитов и танцоров уехал в США, где работал в начале в цирках, а позже маляром в Нью-Йорке»[1]. Умер от пневмонии
- Пётр (1893—1947?), полковник
- Фёдор (1904, Усть-Лабинская — 16.07.1987, Аделаида). В 14 лет участвовал в Первом Кубанском походе. Эмигрировал в Югославию, где в 1923 окончил Крымский кадетский корпус. Согласно «Казачьему словарю-справочнику» Г. В. Губарева, с группой джигитов генерала И. Д. Павличенко уехал в Перу, а оттуда перебрался в Австралию к сестре Елене. По сведениям С. В. Волкова и П. Н. Стрелянова, во время Второй мировой войны служил в Русском корпусе капельмейстером 1-го Казачьего полка. Оставил воспоминания[3]
- Елена. Муж: В. Баев, терский казак, военный врач (ум. 1961)
- Мария. Погибла в Гражданскую войну
- Елизавета. Убита в бою под станицей Егорлыкской

## Комментарии
1. ↑  Если имеется в виду знаменитый разбойник Зелимхан Гушмазукаев, то он был не пойман, а уничтожен армейским отрядом поручика Георгия Кибирова